# Enzo Giovanni Caffer
Enzo Giovanni Caffer (Perosa Argentina, 10 marzo 1925 – Villaretto di Vai Chisone, 30 luglio 1944) è stato un partigiano italiano.
Medaglia d'oro al valor militare alla memoria.

## Biografia
Quando il fratello Dario, più vecchio di un anno e arruolato nel 1º Reggimento artiglieria, decise, al momento dell'armistizio, di darsi alla macchia, Enzo lo seguì. I fratelli Caffer furono tra i primi ad arruolarsi nella Divisione autonoma partigiana "Val Chisone" e si distinsero partecipando a numerose battaglie e azioni contro i nazifascisti. Il nome di Enzo divenne leggendario e il ragazzo fu presto nominato commissario di Battaglione. Cadde a Villaretto di Val Chisone  per proteggere una manovra di ripiegamento dei partigiani, durante un massiccio rastrellamento compiuto da reparti tedeschi e fascisti.
Tre settimane dopo, il 19 agosto, nelle stesse zone cadde in battaglia anche il fratello Dario, comandante di un distaccamento della medesima divisione partigiana, che era guidata dell'ufficiale degli Alpini Adolfo Serafino, al quale essa fu poi intitolata quando nel novembre seguente venne a sua volta ucciso - e perciò anche lui insignito della medaglia d'oro al valor militare, alla memoria.
Ai due fratelli martiri Caffer fu intitolata invece una banda partigiana, mentre il comune di Pomaretto ha dedicato loro una piazza nel Parco della Rimembranza.